# Colletes missionum
Colletes missionum is een vliesvleugelig insect uit de familie Colletidae. De wetenschappelijke naam van de soort is voor het eerst geldig gepubliceerd in 1932 door Cockerell.
De diersoort komt voor in Zimbabwe.